# Lepidotrogus kilimanus
Lepidotrogus kilimanus är en skalbaggsart som beskrevs av Moser 1913. Lepidotrogus kilimanus ingår i släktet Lepidotrogus och familjen Melolonthidae. Inga underarter finns listade i Catalogue of Life.